# Metoda šesti klobouků
Metoda šesti myslících klobouků (také „Šest klobouků“, angl. Six Thinking Hats) Edwarda de Bono je systém pro přemýšlení v skupinových diskusích a při samostatném přemýšlení. Kombinován s metodou paralelního přemýšlení, která je s ním asociována, poskytuje nástroje pro skupiny, aby přemýšlely efektivněji, a také nástroje pro plánování procesu přemýšlení podrobným a provázaným způsobem. Metoda je připisována Edwardu de Bono a je předmětem jeho knihy Six Thinking Hats.
Původ této metody je zpochybňován School of Thinking.

## Základní principy
Předpoklad metody je, že lidský mozek přemýšlí několika různými způsoby, které lze identifikovat, úmyslně vyvolávat a teda plánovat pro využití ve strukturovaných způsobech, které umožní vyvinout strategie pro přemýšlení o určitých problémech. de Bono identifikoval šest různých stavů, ve kterých lze „mozek udělat citlivějším“. V každém z těchto stavů mozek identifikuje a přenese do vědomého myšlení určité aspekty problémů, o kterých uvažuje (např. emocionální instinkt, pesimistické hodnocení, neutrální fakty).
Přesvědčivý prezentovaný příklad je citlivost na „neběžný“ (neočekávaný) stimul. Je prezentován jako cenný instinkt pro přežití, protože v reálném světě věc, která je mimo obvyklého řádu, může být klidně nebezpečná. Tento stav je identifikován jako kořen negativního usuzování a kritického myšlení.
Je rozlišováno šest různých stavů a mají přiřazeny barvy:
- Informace: (Bílá) – bere se do úvahy pouze jaké informace jsou známé, co jsou fakta?
- Emoce: (Červená) – instinktivní emoční reakce anebo vyjádření o emocích (ale bez zdůvodňování).
- Negativní usuzování: (Černá) – logika aplikovaná na určení chyb nebo barier, hledání neshod.
- Pozitivní: (Žlutá) – logika aplikovaná na určení přínosů, hledání souhlasu.
- Kreativita: (Zelená) – vyjádření provokace a pátraní, sledování, kam vedou nápady.
- Přemýšlení: (Modrá) – přemýšlení o přemýšlení.

Barevné klobouky se užívají jako metafory pro jednotlivé stavy. Přepnutí do nějakého stavu je symbolizováno aktem nasazení si barevného klobouku, ať už skutečně nebo metaforicky. Tyto metafory dovolují úplnější a dokonalejší oddělení stavů než předsudky obsažené v současném dorozumívacím jazyce.
Všechny tyto myslící klobouky pomáhají přemýšlet víc do hloubky. Šest klobouků ukazuje problémy a řešení týkající se myšlenky nebo produktu, kterým se zabýváte. Dále, dr. de Bono tvrdí, že tyto stavy jsou asociovány s různými chemickými stavy mozku, ale k tomu nedodává žádné podrobnosti nebo důkazy.

## Paralelní přemýšlení
Obvykle, při nestrukturovaném přemýšlení je proces nezaměřený, účastník přeskakuje od kritického myšlení přes neutralitu do optimismu a podobně bez struktury a strategie. Metoda šesti klobouků zkouší zavést paralelní přemýšlení.

## Typy klobouků
Níže je uveden stručný popis jednotlivých klobouků a myšlenkové procesy, které zastupují.
Jejich použití je ilustrováno příklady z normálního obchodního prostředí a také prostřednictvím analýzy jednoduchého školního problému: „Studenti mluví, zatímco i jejich učitel mluví.“

### Bílý klobouk – Fakta a informace
Účastníci učiní prohlášení o faktech, včetně identifikačních informací, které chybí a prezentují názory lidí, kteří nejsou osobně přítomni, faktickým způsobem. V mnoha myšlenkových sezeních k tomu dojde hned po úvodním modrém klobouku, a je to často prodloužená část, při které účastníci prezentují údaje o své organizaci a background potřebný k přemýšlecímu sezení. Klíčové informace, které představují vstupy do sezení, jsou prezentovány a diskutovány. Klíčové chybějící informací (tj. informační potřeby) lze taktéž identifikovat na tomto místě.
Obchodní příklady jsou:
- Celkový prodej tohoto výrobku je € x ročně.
- Naše obchodní data jsou dva roky stará.
- Právní úprava energetické účinnosti bude mít pravděpodobně dopad na naši schopnost provozovat naše podnikání v příštích pěti letech.
- Počet starších lidí v Evropě se zvyšuje.

Příklady v odkazovaném článku jsou:
- Studenti mluví, zatímco učitel mluví.
- Je hluk a proto ostatní studenti jsou rušeni a neslyší učitele.
- Studenti nevědí, co dělat poté, co dostanou instrukce.
- Mnoho studentů je rozptýleno a nepracují na úloze, což má za následek nedokončení práce.
- Studenti nechápou zacílenou přednášku kvůli nedostatku koncentrace.

### Červený klobouk – Pocity a emoce
Účastníci vyjádří své pocity a své emoce. V mnoha případech se jedná o metodu pro sběr nápadů – to není otázka záznamů tvrzení, ale aby všichni určili své dvě nebo tři hlavní volby ze seznamu nápadů nebo položek nalezených pod jiným kloboukem.
Pomůže to zmenšit seznamy mnoha možností na několik, na které je třeba se zaměřit. Každý z účastníků hlasuje pro ty, které preferuje. Aplikuje se rychleji než ostatní klobouky, aby se zajistilo, že se opravdu zachytí instinktivní reakce. Tato metoda může použít post-it poznámky, které dovolí rychlý systém hlasování a vytvoří jasnou vizuální nápovědu, která vytvoří rychlou, i když neúplnou shodu nad problémem.
Alternativně se může použít k vyjádření emočních reakcí nebo pocitů na předmět diskuze – to je častější při použití klobouku k přezkoumání osobního pokroku nebo při řešení otázek tam, kde je vysoký emocionální obsah, který je relevantní pro diskusi.
Nakonec, tento klobouk lze použít při žádosti o estetické reakce na konkrétní návrh nebo objekt.
Obchodní příklady jsou:
- Jsem nadšený, že se zapojím do prodeje!
- Ta role ve firmě mě neláká.
- Chtěl bych to udělat, ale necítím se v tom jistý.
- Jsem zklamaný, že jsme nechali situaci zajít tak daleko!

Ukázky z odkazovaného článku jsou:
- Učitel se cítí uražen.
- Studenti jsou frustrovaní, protože neslyší pokyny.
- Ti, kteří mluví, se baví šířením vtípků a chtějí být slyšeni.

Klobouk reprezentuje emocionální myšlení člověka.

### Černý klobouk – Opatrnost
Účastníci identifikují překážky, nebezpečí, rizika a další negativní vztahy. To je kritické myšlení, které hledá problémy a neshody. Tento klobouk obvykle lidé přirozeně používají, problém s ním je, že lidé ho mají tendenci používat, když to není žádoucí a vhodné, a tak zastaví tok myšlenek druhých. Zabránit nevhodnému používání černého klobouku je obvyklá potíž a zásadní krok k účinnému skupinovému myšlení. Dalším problémem je, že někteří lidé přirozeně začnou hledat řešení zmiňovaných problémů – začnou používat zelené nebo černé myšlení dřív, než je požadováno.
Obchodní příklady jsou:
- Budeme čelit silné konkurenci na tomto trhu.
- Co když nedokážeme získat celkem dostatek kapitálu pro podporu investice?
- Možná to nedokážeme dělat dost levně, aby to naši zákazníci koupili.
- Bude příliš mnoho politické opozice vůči tomuto přístupu.
- Je zde riziko, že nová legislativa učiní tento trh neatraktivní.

Ukázky z odkazovaného článku, jsou:
- Čas byl promarněn.
- Učení je ohroženo.
- Ti, co mluví, mají pocit, že ti, co je neposlouchají, je nerespektují a nechtějí slyšet, co říkají.
- Tok diskuze je méně jasný.

### Žlutý klobouk – Optimizmus a pozitivní přístup
Účastníci identifikují výhody spojené s nápadem nebo problémem. To je protiklad myšlení v černém klobouku a hledá důvody ve prospěch něčeho. To je ještě stále otázka usuzování – je to analytický proces, ne jen slepý optimismus. Každý se snaží vytvořit podložené tvrzení ve prospěch myšlenky nebo problému. Je to obklopeno myšlenkou „nerozhodnuté pozitivní“ (kdežto černý klobouk bude skeptický – „nerozhodnuté negativní“).
Výstupy mohou být vyjádřením přínosů, které by mohly být vytvořeny s danou myšlenkou, nebo pozitivní prohlášení o pravděpodobnosti dosažení, nebo identifikace dostupné klíčové podpory, která prospěje tomuto postupu.
Obchodní příklady jsou:
- To by bylo užitečné na trhu X.
- To by snížilo dopad naší činnosti na životní prostředí.
- Tento přístup zefektivní naši činnost.
- Mohli bychom použít naše stávající distribuční kanály pro tento produkt.

Ukázky z odkazovaného článku jsou:
- Každý může říct, co se mu honí hlavou.
- Může to být zábava.
- Nejen „premianti“ se dostanou ke slovu.
- Člověk nemusí čekat než se podělí o své myšlenky a tak neriskuje zapomenutí informací.

### Zelený klobouk – Nové nápady
Toto je klobouk pro vymýšlení nových nápadů. Je založen na myšlence provokace a myšlení v zájmu identifikace nových možností. Věci se uvádí, aby bylo vidět, co by mohly znamenat, spíše než se formoval názor. To se často provádí na prohlášení v černém klobouku s cílem určit, jak se dostat přes překážky nebo nedostatky zjištěné tam (zelené myšlení na černém). Vzhledem k tomu, zelený klobouk myšlení pokrývá celé spektrum tvořivosti, může mít mnoho podob.
Obchodní příklady jsou:
- Co když to poskytneme zdarma?
- Mohli bychom toho dosáhnout s použitím technologie X?
- Jak by se na to díval někdo z profese X.
- Ryby (zelený klobouk myšlení může zahrnovat metodu náhodného slovního podnětu).

Ukázky z odkazovaného článku jsou:
- Učitel si bude více uvědomovat množství času, které stráví mluvením.
- Učitel se pokusí začlenit interakce od mnoha různých studentů, nikoli jen od „premiantů“ (angl. „smart kids“).
- Studenti budou odolávat nutkání říci cokoliv, co je napadne. Budou přemýšlet o tom, co mají říct a zda je to relevantní k tématu.
- Studenti budou brát do úvahy, zda jejich komentáře ovlivňují učení jiných lidí
- Studenti budou přemýšlet o nových způsobech komunikace místo mluvení ve třídě, například komunikaci pomocí IM.
- Studenti budou schopni rozvíjet myšlenky jako důsledek toho, že byli kreativní při vyučování.

### Modrý klobouk – Celkový pohled
To je klobouk, pod kterým všichni účastníci diskutují o procesu myšlení. Facilitátor ho obecně nosí celou dobu a každý člen týmu si ho nasadí z času na času, aby přemýšlel, jak zlepšit spolupráci. Tento klobouk by se měl použít na začátku a na konci každého přemýšlecího sezení, aby se stanovily cíle, určila cesta k jejich dosažení, vyhodnotilo, kam se skupina dostala, a kam směřuje proces myšlení. Přítomnost facilitátora udržuje tuto roli v celém průběhu a tím pomáhá zajistit, že skupina zůstává zaměřena na úkoly a zvyšuje jejich šance na dosažení svých cílů. Modrý klobouk je také organizace myšlení. Co jsme udělali dosud? Co můžeme dělat dál?
Obchodní příklady jsou:
- Budeme sledovat tento program myšlení, abychom začali proces – všichni souhlasí?
- OK, je čas přejít na žlutý klobouk myšlení.
- Zastavte – dostali jste se do debaty. Pojďme si nasadit černý klobouk a nejdřív vyložit na stůl všechny problémy dohromady.
- Myslím, že musíme se vrátit k našim cílům, nejsem si jistý, že jsou správné, když uvážíme naší dosavadní práci.

Ukázky z odkazovaného článku jsou:
- Učitel se naučí, že musí sledovat množství času, který stráví mluvením ve třídě.
- Učitel musí zapojit všechny studenty do diskuse.
- Učitel musí rozpoznat, že někteří studenti potřebují čas na rozmyšlenou, než odpoví. Když dá těmto studentům čas na spočítání řešení, podporuje širší účast a lepší naučení.
- Studenti si uvědomí, že kvůli jejich rozhovoru se řečník cítí nedoceněný a nerespektovaný.
- Studenti si uvědomí, že jejich poznámky ohrožují učení se ostatních osob.
- Studenti si uvědomí, že promluva mimo pořadí ukazuje na nedostatek sebekázně a že ne všechny komentáře jsou hodné sdílení.

## Metody aplikace
I Když myšlenky klobouků samy o sobě poskytují významné výhody, další zlepšení metoda šesti klobouků přinese, pokud se aplikuje v systému myšlení de Bona a je natrénována v rámci jeho kurzů. Zejména tempo, ve kterém jsou použity klobouky, je velmi důležité.
Typicky při provádění projekt začne s rozšířeným bílým kloboukem, aby se každý dostal „na stejnou notu“ při vytváření společné vize problému k řešení. Poté každý klobouk se používá pouze pár minut, s výjimkou Červeného klobouku, který je omezen na velmi krátkých asi 30 sekund, aby se zajistilo, že jde o instinktivní reakci spíš než formu úsudku. Věří se, že tento postup má pozitivní dopad na proces myšlení, v souladu s teorií Malcolma Gladwella o „slepém“ myšlení.
To zaručuje, že skupiny promýšlejí společně cíleným způsobem, setrvávají na úkole, ale také zajišťuje, že své úsilí zaměří na nejdůležitější prvky každého problému, o kterém diskutuje.
Nicméně, to také má potenciál vést ke konfliktu, pokud není dobře veden, protože se lidé mohou cítit „převálcováni“. Aby se tomu předešlo, je důležité si všímat, kdy je nějaký významný rozdíl v názorech na proces myšlení nebo v oblasti, kde by měl proces cílit.

## Shrnutí
Použití různých přístupů v myšlení a řešení problémů umožňuje otázku posuzovat z různých úhlů a tím zpracovat potřeby všech zúčastněných osob. Klobouky myšlení jsou vhodné pro studenty, protože dokládají potřebu jednotlivce dívat se na problém z různých úhlů. Také vedou studenty, protože umožňují rozpoznat jednotlivcům jakékoli nedostatky takovým způsobem, který je přiblíží k řešení problému, a teda tyto nedostatky odstranit.
De Bono věřil, že klíčem k úspěšnému používání metodiky Šesti myslitelských klobouků bylo úmyslné zaměření diskuse na částečné přístupy podle potřeby v průběhu setkání nebo pracovní schůzky. Například, schůze je svolána kvůli přezkoumání konkrétního problému a vytvoření řešení problému. Metoda Šest klobouků myšlení by pak mohla být použita postupně pro prozkoumání problému v první řadě, pak vytvořit soubor řešení a nakonec pro výběr řešení prostřednictvím kritického zhodnocení navržené sady řešení.
A tak setkání může začít s tím, že všichni mají modrý klobouk, aby prodiskutovali, jak bude setkání vedeno a k určení cílů a měřítek. Diskuse pak může přejít na myšlení s červeným kloboukem s cílem shromáždit názory a reakce na tento problém. Tato fáze může být také použita k vytvoření omezení pro vlastní řešení, jako například kdo bude dotčen problémem a / nebo řešením. Další diskuse se může přesunout pod (žlutý a pak) zelený klobouk s cílem generovat nápady a možnosti řešení. Další diskuse se mohou pohybovat mezi Bílým kloboukem myšlení jako součást rozvoje informací a černým kloboukem myšlení pro rozvoj kritiky na sadu řešení.
Protože každý je zaměřen na konkrétní přístup v určitém okamžiku, skupina má tendenci být více spolupracující, než když jeden člověk reaguje emocionálně (červený klobouk), zatímco jiný se snaží být objektivní (bílý klobouk) a ještě někdo jiný je kritický k bodům, které vzejdou z diskuse (černý klobouk).